# アレックス・グラマン
アレックス・ジョゼフ・グラマン（Alex Joseph Graman , 1977年11月17日 - ）は、アメリカ合衆国インディアナ州出身の元プロ野球選手（投手）。

## 経歴

### ヤンキース時代
1999年、ニューヨーク・ヤンキースからドラフト3巡目で指名され契約。
2004年4月20日にメジャーデビュー。
しかし、2004年に3試合、2005年に2試合登板したのみで2005年7月にヤンキースを解雇。

### レッズ時代
その後シンシナティ・レッズと契約し3Aルイビル・バッツで投げた。
2006年に西武ライオンズに入団。獲得に当たっては北海道日本ハムファイターズと争奪戦が展開されるなど、来日前からスカウトの評価は高かった。

### 西武時代
2006年、3月29日の福岡ソフトバンクホークス戦（北九州）で来日初先発初勝利を挙げたが、セ・パ交流戦では続けて早い回でKOされ二軍落ち。再昇格後も1勝しか上積みできず、8月以降は2軍暮らしだった。13試合の登板で4勝6敗だった。
2007年、左腕エース帆足和幸が怪我で出遅れたため、唯一の左の先発ローテーションの一角として開幕を迎えたものの、不調で2勝6敗、防御率5点台とチームに貢献できず、シーズン途中に中継ぎへ転向した。先発時は変化球主体のピッチングだったが、短いイニングに専念することで最初から全力で飛ばすため球速が大幅に上昇した。アメリカでもリリーフ登板はほとんど無かったが、これが功を奏し、球威が飛躍的に増して力強いピッチングを見せるようになった。6月16日の広島東洋カープ戦の9回に登板したのが初リリーフで、その4日後には中継ぎで初めて勝ち投手になった。7月からは不振の小野寺力に代わってクローザーとして活躍し、7月7日のソフトバンク戦で初セーブを挙げた。その後も最後まで抑えとして活躍し続け、わずか実質3ヶ月でリーグ5位の17セーブを挙げた。リリーフ転向後は1敗もせず、30試合に登板して防御率は2.08と抜群の安定感を誇った。
2008年、開幕当初からクローザーとして固定され、シーズン終盤まで防御率0点台をキープするなど前年以上の安定感を誇った。セーブ機会ではほぼ無敵に近く、最後までセーブ王を争う活躍であった。最終的に来日最多の55試合に登板し、防御率1.42、31セーブを記録した。30セーブ以上は2003年の豊田清（38セーブ）以来で、西武の外国人投手での30セーブ達成は球団史上初である。シーズン終盤ではやや不安定な状態となったが、日本シリーズでは安定感を取り戻し、第1戦と第7戦（どちらも1点差試合）に登板し、第1戦では1イニング、第7戦では2イニングを無失点に抑え2セーブを挙げ胴上げ投手になるなど日本一に貢献した。
2009年、開幕後に左肩の痛みを訴え、5月に一時帰国。検査の結果「左肩関節包断裂」と診断され修復手術を受けた。その後も登板はないままシーズンを終えた。
2010年は開幕から二軍調整が続き、8月28日にシーズン終盤にして初めての一軍登録となった。しかし登板しても打ち込まれる試合が多く、7試合の登板で10失点（自責点9）を喫するなど結果を残せなかった。
2011年、順調に調整していたが3月11日起きた東日本大震災の影響で他の助っ人と共に一時帰国した。その影響で開幕は二軍で迎えたがその後すぐに一軍登録された。中継ぎとして起用され、5月15日のソフトバンク戦では2年ぶりのセーブを挙げた。抑えは新人の牧田和久が抜擢されたため、中継ぎに回り、登板数は増やすも29試合に留まった上に防御率は4点台に終わり、四球も多いなど投球内容には波のあるシーズンとなった。同年12月2日、自由契約が公示された。

### 韓国時代
2012年、1月に韓国プロ野球の起亜タイガースと契約したと発表されたが、実際は春季キャンプに呼んで西武時代に痛めた肩などの状態を確かめてから正式に契約することとなっていた。起亜での登録名はアレックスとなることも発表されていたが、左ひじなどに異常が発見され、春季キャンプの投球練習の段階で宣銅烈監督など首脳陣の評価が芳しくなかったため、正式契約には至らなかった。

## 選手としての特徴・人物

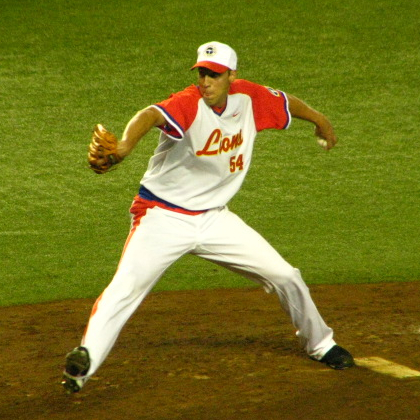
投球フォーム

最速151km/hの角度のついた速球と、スライダー・カーブ・チェンジアップなど多彩な変化球を低めに集める投球が持ち味である。
来日当初からペース配分が苦手で先発では結果が残せずにいたところ、2007年中ごろから中継ぎで結果を残し、不調の小野寺力に代わり抑えに定着。球速は145km/h～150km/h程度を安定して記録するようになり、抑えとして目覚しい飛躍を遂げた。2008年はシーズンを通して抑えに定着した。
1m93cmの長身であり、2006年に入団したチームメイトで同じく長身のクリストファー・ギッセルとツインタワーの愛称が付いた。
リーグ優勝のビールかけ中に、チームメイトだったクレイグ・ブラゼルと一緒に肩を組んで撮影に応じるなど仲が良かった。

## 詳細情報

### 年度別投手成績
| 年 度    | 球 団    | 登 板 | 先 発 | 完 投 | 完 封 | 無 四 球 | 勝 利 | 敗 戦 | セ 丨 ブ | ホ 丨 ル ド | 勝 率 | 打 者 | 投 球 回 | 被 安 打 | 被 本 塁 打 | 与 四 球 | 敬 遠 | 与 死 球 | 奪 三 振 | 暴 投 | ボ 丨 ク | 失 点 | 自 責 点 | 防 御 率 | W H I P |
| -------- | -------- | ----- | ----- | ----- | ----- | -------- | ----- | ----- | -------- | ----------- | ----- | ----- | -------- | -------- | ----------- | -------- | ----- | -------- | -------- | ----- | -------- | ----- | -------- | -------- | ------- |
| 2004     | NYY      | 3     | 2     | 0     | 0     | 0        | 0     | 0     | 0        | 0           | ----  | 31    | 5.0      | 14       | 1           | 2        | 0     | 0        | 4        | 0     | 0        | 11    | 11       | 19.80    | 3.20    |
| 2005     | NYY      | 2     | 0     | 0     | 0     | 0        | 0     | 0     | 0        | 0           | ----  | 9     | 1.1      | 3        | 1           | 2        | 1     | 0        | 0        | 0     | 0        | 2     | 2        | 13.50    | 3.75    |
| 2006     | 西武     | 13    | 13    | 1     | 0     | 0        | 4     | 6     | 0        | 0           | .400  | 324   | 74.0     | 87       | 13          | 19       | 0     | 3        | 41       | 1     | 2        | 41    | 35       | 4.26     | 1.43    |
| 2007     | 西武     | 40    | 10    | 0     | 0     | 0        | 4     | 6     | 17       | 2           | .400  | 353   | 79.1     | 84       | 6           | 34       | 0     | 2        | 61       | 3     | 1        | 43    | 36       | 4.08     | 1.49    |
| 2008     | 西武     | 55    | 0     | 0     | 0     | 0        | 3     | 3     | 31       | 4           | .500  | 226   | 57.0     | 47       | 3           | 13       | 1     | 0        | 42       | 2     | 0        | 12    | 9        | 1.42     | 1.05    |
| 2009     | 西武     | 6     | 0     | 0     | 0     | 0        | 0     | 2     | 3        | 0           | .000  | 22    | 5.0      | 6        | 1           | 2        | 2     | 0        | 1        | 1     | 0        | 3     | 3        | 5.40     | 1.60    |
| 2010     | 西武     | 7     | 0     | 0     | 0     | 0        | 0     | 0     | 0        | 0           | ----  | 31    | 4.2      | 15       | 2           | 4        | 0     | 0        | 2        | 1     | 0        | 10    | 9        | 17.36    | 4.13    |
| 2011     | 西武     | 29    | 0     | 0     | 0     | 0        | 2     | 1     | 1        | 5           | .667  | 112   | 25.1     | 27       | 0           | 12       | 1     | 1        | 13       | 2     | 0        | 12    | 12       | 4.26     | 1.54    |
| MLB：2年 | MLB：2年 | 5     | 2     | 0     | 0     | 0        | 0     | 0     | 0        | 0           | ----  | 40    | 6.1      | 17       | 2           | 4        | 1     | 0        | 4        | 0     | 0        | 13    | 13       | 18.47    | 3.32    |
| NPB：6年 | NPB：6年 | 150   | 23    | 1     | 0     | 0        | 13    | 18    | 52       | 11          | .419  | 1068  | 245.1    | 266      | 25          | 84       | 4     | 6        | 160      | 10    | 3        | 121   | 104      | 3.82     | 1.43    |

### 記録
NPB
- 初登板・初先発・初勝利：2006年3月29日、対福岡ソフトバンクホークス2回戦（北九州市民球場）、6回1/3を4失点
- 初奪三振：同上、1回裏に仲澤忠厚から空振り三振
- 初完投勝利：2006年7月17日、対福岡ソフトバンクホークス11回戦（福岡Yahoo! JAPANドーム）、9回1失点
- 初ホールド：2007年6月17日、対広島東洋カープ4回戦（グッドウィルドーム）、4回表に2番手で救援登板、3回1失点
- 初セーブ：2007年7月7日、対福岡ソフトバンクホークス9回戦（グッドウィルドーム）、9回表に4番手で救援登板・完了、1回無失点

### 背番号
- 57 （2004年）
- 58 （2005年）
- 54 （2006年 - 2011年）